# Pont dels Moros
El Pont dels Moros és un monument del municipi d'Alcover protegit com a bé cultural d'interès local.

## Descripció
El pont està situat sobre el riu Glorieta, afluent del Francolí, prop de la carretera que connecta Alcover amb Reus, a l'inici del desviament cap a Vilallonga del Camp. Es tracta d'una construcció d'un sola arcada, d'arc carpanell. El material emprat és la pedra local, denominada "saldó".

## Història
La tradició popular atribueix la construcció del pont als àrabs, tot i que actualment les opinions sobre el seu origen són diverses. Encara que algunes fonts consideren que la tècnica constructiva remunta a l'època romana, sembla més probable que l'obra correspongui a l'època medieval.